# Gold (Spandau Ballet)
Gold is een nummer van de Britse band Spandau Ballet. Het nummer verscheen op hun album True uit 1983. Op 5 augustus dat jaar werd het nummer in Europa uitgebracht als de vierde single van het album. Op 1 november volgden de Verenigde Staten, Canada, Australië, Nieuw-Zeeland en Japan.

## Achtergrond
Zowel de muziek als de tekst van Gold werd geschreven door gitarist Gary Kemp. Het nummer werd geproduceerd door Steve Jolley en Tony Swain. Zanger Tony Hadley vertelde dat zijn inkomen sinds het begin van de 21e eeuw hoger is dan het was tijdens de jaren '80 van de twintigste eeuw en zei over dit nummer: "Gold is het nummer dat zelfs kinderen van nu leuk vinden om mee te zingen in studentenkroegen door het hele land, en dat is een van de redenen waarom ik zoveel aanbiedingen voor shows krijg. Het wordt altijd aangevraagd tijdens prijsuitreikingen."
Gold is een van de meest succesvolle platen van de band en werd een hit in Europa, Oceanië en Noord-Amerika. De plaat bereikte de 12e positie in Canada. In de Verenigde Staten werd de 29e positie behaald in de Billboard Hot 100. In Australië werd de 9e positie bereikt, in Nieuw-Zeeland de 8e, in Duitsland de 16e, Ierland de 4e en in het Verenigd Koninkrijk de 2e positie in de UK Singles Chart.
In Nederland werd de plaat veel gedraaid op Hilversum 3 en werd een hit in de destijds drie landelijke hitlijsten op de nationale publieke popzender. De plaat bereikte de 2e positie in zowel de Nederlandse Top 40 als de TROS Top 50 en de 3e positie in de Nationale Hitparade. In de pan Europese hitlijst, de TROS Europarade, werd de 20e positie bereikt.
In België bereikte de plaat de 3e positie in zowel de voorloper van de Vlaamse Ultratop 50 als de Vlaamse Radio 2 Top 30. In Wallonië werd géén notering behaald.
Sinds de allereerste editie in december 1999 staat de plaat onafgebroken genoteerd in de jaarlijkse NPO Radio 2 Top 2000 van de Nederlandse publieke radiozender NPO Radio 2, met als hoogste notering een 582e positie in 1999.

## Videoclip
De videoclip van Gold werd gefilmd in de Spaanse stad Carmona en geregisseerd door fotograaf Brian Duffy. Enkele delen van de clip werden echter gefilmd in het Leighton House Museum, waar ook de videoclip van het nummer Golden Brown van The Stranglers werd opgenomen. Actrice Sadie Frost speelde in deze clip een van haar eerste rollen als een goud geverfde nimf. In Nederland werd de videoclip destijd op televisie uitgezonden door de popprogramma's AVRO's Toppop, Countdown van Veronica en Popformule van de TROS.
In 2009 werd Gold opnieuw opgenomen in een semi-akoestische stijl voor het Spandau Ballet-comeback album Once More. Daarnaast is het nummer gebruikt in meerdere films en televisieseries, waaronder Only Fools and Horses en MTV Cribs. Ook is het gebruikt in het computerspel Grand Theft Auto: Vice City uit 2002. Daarnaast is het door fans van de voetbalclubs West Ham United FC en Celtic FC gezongen tijdens wedstrijden van de teams, waarbij "gold" werd vervangen door "Carlton Cole", een voormalig speler van beide clubs.

## Hitnoteringen

### Nederlandse Top 40
| Hitnotering: 10-09-1983 t/m 12-11-1983 | Hitnotering: 10-09-1983 t/m 12-11-1983 | Hitnotering: 10-09-1983 t/m 12-11-1983 | Hitnotering: 10-09-1983 t/m 12-11-1983 | Hitnotering: 10-09-1983 t/m 12-11-1983 | Hitnotering: 10-09-1983 t/m 12-11-1983 | Hitnotering: 10-09-1983 t/m 12-11-1983 | Hitnotering: 10-09-1983 t/m 12-11-1983 | Hitnotering: 10-09-1983 t/m 12-11-1983 | Hitnotering: 10-09-1983 t/m 12-11-1983 | Hitnotering: 10-09-1983 t/m 12-11-1983 | Hitnotering: 10-09-1983 t/m 12-11-1983 |
| Week                                   | 1                                      | 2                                      | 3                                      | 4                                      | 5                                      | 6                                      | 7                                      | 8                                      | 9                                      | 10                                     |                                        |
| -------------------------------------- | -------------------------------------- | -------------------------------------- | -------------------------------------- | -------------------------------------- | -------------------------------------- | -------------------------------------- | -------------------------------------- | -------------------------------------- | -------------------------------------- | -------------------------------------- | -------------------------------------- |
| Positie                                | 34                                     | 18                                     | 8                                      | 5                                      | 2                                      | 2                                      | 5                                      | 14                                     | 22                                     | 39                                     | uit                                    |

### Nationale Hitparade
| Hitnotering: 10-09-1983 t/m 19-11-1983 | Hitnotering: 10-09-1983 t/m 19-11-1983 | Hitnotering: 10-09-1983 t/m 19-11-1983 | Hitnotering: 10-09-1983 t/m 19-11-1983 | Hitnotering: 10-09-1983 t/m 19-11-1983 | Hitnotering: 10-09-1983 t/m 19-11-1983 | Hitnotering: 10-09-1983 t/m 19-11-1983 | Hitnotering: 10-09-1983 t/m 19-11-1983 | Hitnotering: 10-09-1983 t/m 19-11-1983 | Hitnotering: 10-09-1983 t/m 19-11-1983 | Hitnotering: 10-09-1983 t/m 19-11-1983 | Hitnotering: 10-09-1983 t/m 19-11-1983 | Hitnotering: 10-09-1983 t/m 19-11-1983 |
| Week                                   | 1                                      | 2                                      | 3                                      | 4                                      | 5                                      | 6                                      | 7                                      | 8                                      | 9                                      | 10                                     | 11                                     |                                        |
| -------------------------------------- | -------------------------------------- | -------------------------------------- | -------------------------------------- | -------------------------------------- | -------------------------------------- | -------------------------------------- | -------------------------------------- | -------------------------------------- | -------------------------------------- | -------------------------------------- | -------------------------------------- | -------------------------------------- |
| Positie                                | 35                                     | 14                                     | 9                                      | 7                                      | 8                                      | 3                                      | 4                                      | 5                                      | 13                                     | 29                                     | 46                                     | uit                                    |

### TROS Top 50
Hitnotering: 01-09-1983 t/m 10-11-1983. Hoogste notering: #2 (1 week).

### TROS Europarade
Hitnotering: 04-09-1983 en 09-10-1983 t/m 06-11-1983. Hoogste notering:#20 (1 week).

### NPO Radio 2 Top 2000
| Nummer met noteringen in de NPO Radio 2 Top 2000 | '99 | '00 | '01 | '02 | '03  | '04 | '05 | '06  | '07  | '08  | '09  | '10  | '11  | '12  | '13  | '14  | '15  | '16  | '17  | '18  | '19  | '20  | '21 | '22 | '23 | '24 |
| ------------------------------------------------ | --- | --- | --- | --- | ---- | --- | --- | ---- | ---- | ---- | ---- | ---- | ---- | ---- | ---- | ---- | ---- | ---- | ---- | ---- | ---- | ---- | --- | --- | --- | --- |
| Gold                                             | 582 | 668 | 947 | 796 | 1023 | 874 | 972 | 1125 | 1241 | 1037 | 1063 | 1028 | 1102 | 1041 | 1113 | 1031 | 1233 | 1173 | 1182 | 1100 | 1022 | 1069 | 953 | 935 | 815 | 825 |

1. ↑  Een vetgedrukt getal geeft de hoogste notering aan.

## Trivia
- Het nummer is te horen in het videospel Grand Theft Auto: Vice City.[3]
- Professioneel darter Andrew Gilding gebruikt het nummer als opkomstmuziek.[4]